# Erioptera (Erioptera) sexaculeata
Erioptera (Erioptera) sexaculeata is een tweevleugelige uit de familie steltmuggen (Limoniidae). De soort komt voor in het Palearctisch gebied.